# Kikolo
Kikolo – miasto w Angoli, w prowincji Luanda.